# اختيار مشترك
الاختيار المشترك هو مصطلح يشير إلى قدرة الطفيليات داخل الخلايا على استخدام بروتينات الخلايا المضيفة لإتمام دورتها الحيوية الأساسية. تستخدم الفيروسات هذه الآلية، حيث إن الجينوم الخاص بها صغير.

## فيروس الإنفلونزا
لأن جينوم فيروس إنفلونزا أ يرمز إلى 11 بروتين فقط، فإنه يحتاج إلى استخدام بروتينات مضيفة للخلايا لتنفيذ دورة التحلل الخاصة به.
وفي عام 2010، توصلت دراسة إلى تحديد العوامل المضيفة للخلايا الضرورية لدخول ونسخ فيروس الإنفلونزا أ. وباستخدام تقنيات الحمض النووي الريبي المتدخل الصغير، تمت دراسة تأثير تعطيل أكثر من 19000 جين بشري في دورة حياة الإنفلونزا. وهو ما سمح بتحديد 295 جينًا مضيفًا للخلايا يحتاجه الفيروس لإتمام دورة تحلله، 23 منها تستخدم أثناء خطوات الدخول، و219 لاستخدامها في خطوات ما بعد الدخول. ومن بين جميع هذه الجينات المتضمنة في دورة الفيروس الأساسية، هناك 168 جينًا قد تكون مستهدفة لتطوير العقاقير المضادة للفيروسات لمعالجة عدوى اتش 1 إن 1. ومن المهم التركيز على أن هذه الجينات المستهدفة ليست بروتينات فيروسية، لكنها بروتينات مضيفة للخلايا.

### تحديد البروتينات البشرية المتضمنة في تكاثر الفيروس من خطوات الدخول حتى إفراز البروتين الفيروسي.
تبدأ هذه الدراسة بالهندسة الوراثية على الفيروس، واستبدال المنطقة A/WSN/22، التي ترمز إلى راصة دموية (HA)، لتتابع رينلّا لوسيفراز. ومن هنا يمكن تصوير الخلايا المصابة بالعدوى التي تُفرز عن هذا الجين بسبب السطوع الذي تطلقه.

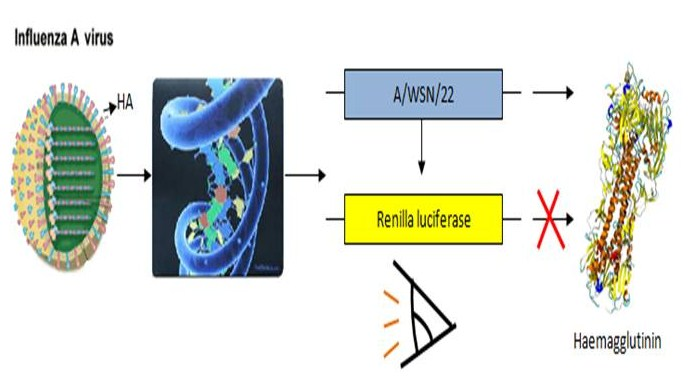

ويتم نقل خلايا ظهارة الرئة البشرية (A549) بالحمض النووي الريبي المتدخل الصغير الذي يعيق مرسال الحمض النووي الريبي المحدد. ثم يُنتج الفيروس، المحوّر برينيلا لوسيفيراز، في المزرعة. حيث يسمح هذا التحور لنا بدراسة خطوات دورة الفيروس منذ الدخول إلى الخلية حتى استنساخ/ نقل بروتيناته، وهو ما يحدث عند تركيب بروتين لوسيفيراز الخاص به. أما باقي الخطوات فإنه لا يمكن تقييمها عن طريق هذا الإجراء. وإذا تم إفراز رينيلا لوسيفيراز فإنه يكون بسبب أن الحمض النووي الريبي المتدخل الصغير قد ضرب مرسال الحمض النووي الريبي ولا يتعلق هذا بدورة الفيروس.
ولتجنب الإيجابيات الخاطئة ينبغي ألا يتم نقل عدوى لمزرعة المراقبة. إذا تم المساس بحيوية الخلية فمن المحتمل أن الحمض النووي الريبي المتدخل الصغير قد استهدف جينًا أساسيًا ويجب ألا تؤخذ في الاعتبار نتيجة فحص السطوع في المزرعة المصابة المقابلة.
ويتم حفظ المزارع في حضانات وتُجرى فحوصات السطوع في أوقات مختلفة. النتائج والأسباب المحتملة هي:
1. الخلايا التي لا تظهر سطوعًا.
  1. تُنقص الحيوية الخلوية بسبب إعاقة مرسال الحمض النووي الريبي.
  2. يعيق الحمض النووي الريبي المتدخل الصغير مجموعة من البروتينات تُستخدم للكشف عن الفيروس في بعض الخطوات قبل نقل الجينات الفيروسية.
2. الخلايا التي تظهر سطوعًا.
  1. أ- البروتين المعاق ليس ضروريًا لأي من خطوات الدورة الفيروسية حتى نقل الجينات الفيروسية.

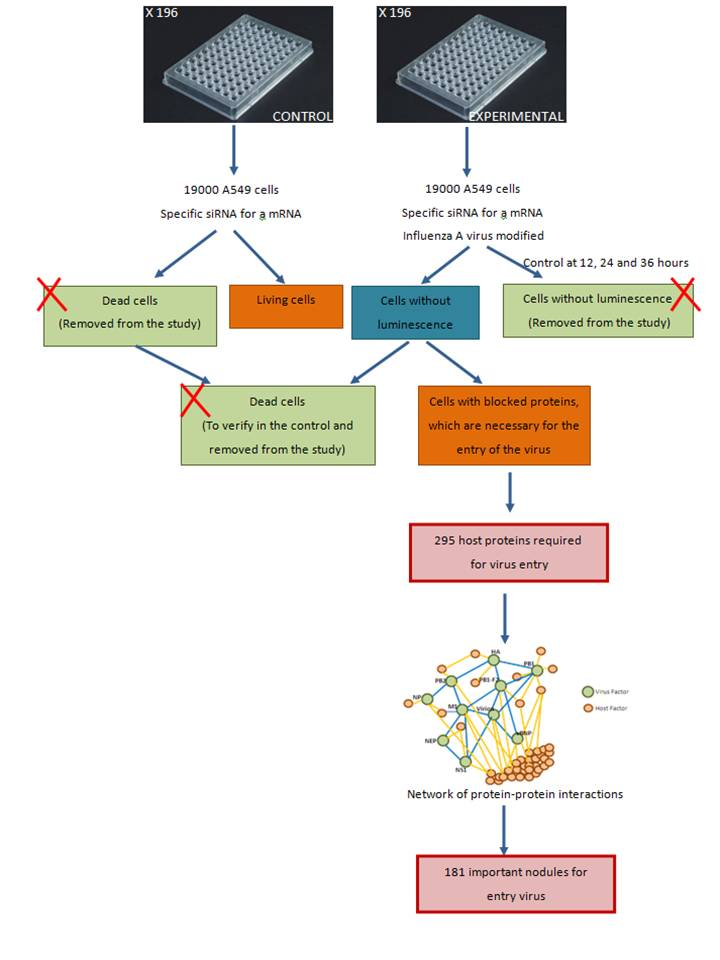

### تحديد البروتينات البشرية المشاركة في دخول الفيروس إلى الخلية المضيفة
ولمعرفة دور هذه البروتينات في دورة الفيروس، يمكن تطبيق الطرق التالية.
بالنسبة للتقدير الأولي، فإن إعادة بناء شبكة من تفاعلات البروتينات التي تتضمن معلومات وظيفية توفر لنا نوعين من المعلومات. فمن ناحية تبين لنا هذه الشبكة البيئة الوظيفية لكل جين، وهذا يعطينا فكرة عن مساهمتها في دورة الفيروس. ومن ناحية أخرى يمكننا رؤية الوضع النسبي الذي تحتله هذه الجينات في شبكة البروتينات. ومن ثم يمكننا أن نرى أن الإنفلونزا تستخدم بروتينات مركزية قليلة تتفاعل مع العديد من البروتينات الأخرى التي قد تتأثر بدون تفاعل مباشر مع بروتينات الفيروس. هذه العقد تسهل من تحكم الفيروس ذي الجينوم الصغير في العديد من بروتينات الخلايا المضيفة.
وبمجرد أن يتم تصنيف الجينات بناءً على مشاركتها المفترضة في الخطوات المختلفة لدورة الفيروس، تُنفذ دراسة لتحديد العوامل المشاركة في عملية الدخول. يتميز فيروس الإنفلونزا بآلية دخول تتطلب انخفاض درجة الحموضة في بعض الأحيان بينما لا ترتبط عملية دخول الفيروس الآخر بدرجة الحموضة. وقد يوجد ثلاثة أنواع من العوامل الخلوية المشاركة في دخول فيروس الإنفلونزا:
- عوامل محددة لدخول فيروس الإنفلونزا.
- عوامل محددة للدخول في درجة الحموضة المنخفضة.
- عوامل عامة لدخول الفيروس.
لتصنيف البروتينات في إطار هذه الأصناف الثلاثة تُفحص عملية تكاثر الفيروسات.

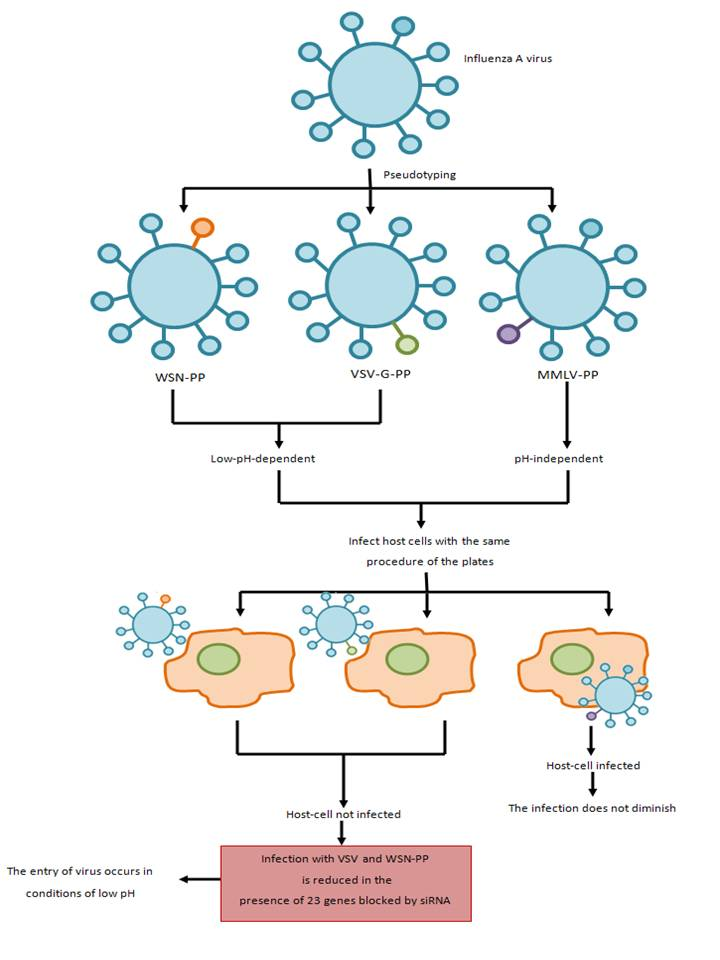

تتوقف هذه الطريقة على استبدال المولدات المضادة لسطح غلاف الفيروس ببروتينات مطابقة لسطح فيروس آخر. وبدراسة عملية دخول فيروس الإنفلونزا، فمن المحتمل أن تُستبدل الراصة الدموية ببروتين جي الخاص بفيروس الالتهاب الحويصلي للفم لتحديد العوامل المضيفة المشتركة في المدخل المعتمد على درجة حموضة منخفضة أو بديل بروتين ENV الخاص بفيروس سرطان الدم الفأري (MMLV) لتحديد العوامل المشتركة في المدخل غير المرتبط بدرجة الحموضة. لذا فإن جزيئات الفيروس المكتسبة هي جزيئات فيروس متوالدة (PP). ثم يُكرر تحليل الحمض النووي الريبي المتدخل الصغير